# Marshall (Michigan)
Pour les articles homonymes, voir Marshall.
Marshall est une ville située dans l’État américain du Michigan. Elle est le siège du comté de Calhoun. Sa population est de 7 459 habitants.

## Source
- (en) Cet article est partiellement ou en totalité issu de l’article de Wikipédia en anglais intitulé « Marshall, Michigan » (voir la liste des auteurs).